# Municipio de San Mateo Peñasco
El municipio de San Mateo Peñasco es uno de los 570 municipios que conforman al estado mexicano de Oaxaca. Pertenece al distrito de Tlaxiaco, dentro de la región mixteca. Su cabecera es la localidad de San Mateo Peñasco.

## Geografía
El municipio abarca 35.84 km² y se encuentra a una altitud promedio de 1900 m s. n. m., oscilando entre 2600 y 1400 m s. n. m.
Colinda al norte con los municipios de San Antonio Sinicahua, San Agustín Tlacotepec y San Bartolomé Yucuañe; al este con San Bartolomé Yucuañe y San Juan Teita; al sur con San Juan Teita, Santa María Yosoyúa y San Pedro Molinos; y al oeste con el municipio de San Antonio Sinicahua.

### Fisiografía
San Mateo Peñasco pertenece a la subprovincia de la mixteca alta, dentro de la provincia de la Sierra Madre del Sur. Todo su territorio es cubierto por el sistema de topoformas de la sierra alta compleja.

### Hidrografía
El municipio se encuentra en la subcuenca del río Sordo, dentro de la cuenca del río Atoyac, parte de la región hidrológica de Costa Chica-Río verde. Su principal curso de agua es el río de San Mateo Peñasco.

## Clima
El clima de San Mateo Peñasco es semicálido subhúmedo con lluvias en verano en el 85% de su superficie y templado subhúmedo con lluvias en verano en el 15% restante. El rango de temperatura promedio es de 16 a 20 grados celcius y el rango de precipitación media es de 800 a 1000 mm.

## Demografía
De acuerdo al último censo, realizado por el INEGI en 2010, en el municipio habitan 2116 personas, repartidas entre 5 localidades. Del total de habitantes de San Mateo Peñasco, 1695 hablan alguna lengua indígena.

### Grado de marginación
De acuerdo a los estudios realizados por la Secretaría de Desarrollo Social en 2010, el 53% de la población del municipio vive en condiciones de pobreza extrema. El grado de marginación de San Mateo Peñasco es clasificado como Muy alto. En 2014 el municipio fue incluido en la Cruzada nacional contra el hambre.

## Localidades
El municipio cuenta con 5 localidades, de las cuales la cabecera es San Mateo Peñasco y la más poblada es San Pedro el Alto.
| Código INEGI | Localidad         | Población (2010) | Altitud (m s. n. m.) | Categoría  |
| ------------ | ----------------- | ---------------- | -------------------- | ---------- |
| 202520001    | San Mateo Peñasco | 805              | 1845                 | Pueblo     |
| 202520002    | San Pedro el Alto | 850              | 2046                 | Ranchería  |
| 202520003    | El Vergel         | 122              | 1755                 | Indefinida |
| 202520004    | Santa Cruz        | 285              | 1891                 | Indefinida |
| 202520005    | San Pedro Mártir  | 54               | 1959                 | Indefinida |

## Política

### Gobierno
El municipio se rige mediante el sistema de usos y costumbres, eligiendo gobernantes cada tres años de acuerdo a un sistema establecido por las tradiciones de sus antepasados.

### Regionalización
San Mateo Peñasco pertenece al VIII Distrito Electoral Federal de Oaxaca, con sede en Heroica Ciudad de Tlaxiaco, y al XVI Distrito electoral Local.